# Villa Visocchi
La villa Visocchi, également appelée villa Anna, située sur la colline du Vomero à Naples, est la villa la plus importante du secteur. 

## Histoire
La première notice de la villa remonte à 1775, lorsqu'elle est apparue sur la carte du duc de Noja . 
Au cours de son histoire, la villa a connu de nombreux changements de propriétaires. Le propriétaire original était probablement le grand historien napolitain Pietro Giannone qui en parlait dans son autobiographie .  À la fin du XVIIIe siècle, elle appartenait à un certain Finel, tué par les pro-bourbon en 1799 . Elle passa ensuite à Nicola de Martino jusqu'en 1839, date à laquelle elle fut acquise par l'État jusqu'en 1845. Elle a ensuite été transmise aux Clercs réguliers mineurs jusqu’à ce que l’ordre soit aboli. À partir des années 1870, elle appartenait à l’ingénieur Gaetano Martire. Le dernier propriétaire était le sénateur Achille Visocchi, gendre du martyr . 

## Description
L'entrée utilisée au XIXe siècle est ornée du portail en fonte de la fin du XIXe siècle sur les côtés duquel se trouvent deux bâtiments bas d'un étage caractérisés par des bossages rustiques et des façades incurvées à la cour avant .  Ce dernier, qui a aujourd'hui perdu sa fonction d’accueil du visiteur, présente un exèdre dont l’architecture contraste avec celle du bâtiment moderne qui occupe le périmètre de l’ancien mur. L'élargissement à droite était prévu par Visocchi qui, dans le cadre d'un plan de restructuration générale, avait également ajouté un côté à gauche en 1910 . 
L'entrée du XVIIe siècle, également utilisée actuellement (numéro 26 de la Via C. Cattaneo), est constituée de piliers en ciment et d'un portail à motif floral. 

## Jardin
La villa se caractérise avant tout par la variété des espèces de plantes présentes dans son jardin. À partir de 1950, M. Lello Capaldo, expert en botanique, s’employa à protéger la flore afin qu’elle ne soit pas affectée par la spéculation immobilière ni par le nouveau périphérique. Le parc s'étend sur différents niveaux reposant sur la pente naturelle qui caractérise la morphologie du lieu. 
Les espèces de plantes présentes dans le parc comprennent les cèdres, magnolias, palmiers, eucalyptus, pins, bambous, camélias et autres variétés exotiques. 
Une partie du jardin sert de potager et de verger (figues et agrumes) depuis le XIXe siècle. 

## Alentours
À l'arrière de la villa se trouve la carrière Scudillo, aujourd'hui inactive, dont le tuf a été extrait.